# Camino de la Vida

Situación en invierno 1941

El Camino de la Vida (en ruso, дорога жизни o doroga zhizni, AFI [dʌˈɾogə ˈʒɨznʲi]) fue el nombre dado a una ruta de transporte que atravesaba el lago Ládoga congelado, proporcionando el único acceso a la ciudad soviética de Leningrado en los meses de invierno durante el sitio al que fue sometida, de 1941 a 1945, en el contexto de la Segunda Guerra Mundial. Esta vía forma parte del Patrimonio de la Humanidad «Centro histórico de San Petersburgo y conjuntos monumentales anexos» con el código 540-036b.
El sitio de Leningrado duró 872 días, de septiembre de 1941 a enero de 1944, cuando las fuerzas alemanas y finlandesas cortaron todo acceso por tierra a la ciudad para matar de hambre a su población. Más de un millón de ciudadanos de Leningrado murieron por inanición, frío y bombardeos nazis. A través del Camino de la Vida, fue posible llevar abastos a la ciudad y sacar a civiles a la costa opuesta, controlada aún por los soviéticos. Los camiones de estos convoyes, casi indefensos, eran atacados de forma constante por la artillería y la aviación enemigas. Por eso, algunos sobrevivientes recuerdan la ruta como un «Camino de la Muerte».[cita requerida]
Sin embargo, la ciudad de Leningrado resistió hasta que una ofensiva soviética atravesó las líneas enemigas, levantando el asedio en enero de 1944. Por el heroísmo de su población, Leningrado fue la primera ciudad en recibir el título honorífico soviético de «Ciudad Heroica», en 1945.[cita requerida]